# Палеев, Борис Соломонович
Борис Соломонович Палеев (1898, местечко Узда, Белоруссия — 1983, Москва) — советский военачальник, генерал-майор. Заместитель начальника Главного интендантского управления Красной Армии.

## Биография
Родился в бедной еврейской семье. 
Окончил военное отделение Института народного хозяйства. 
Считался одним из ведущих специалистов Наркомата обороны, в котором служил с 1935 по 1950 год, когда и был уволен в отставку. 
Генерал-майор с 1944 года.